# Feroină
Feroina este un compus chimic cu formula chimică [Fe(o-phen)3]SO4, undeo-phen este abrevierea pentru 1,10-fenantrolină, care acționează ca ligand bidentat. Termenul face referire și la unii derivați, precum clorura.

## Utilizare
Este un complex coordinativ utilizat ca indicator redoxometric în chimia analitică. Specia activă este cationul [Fe(o-phen)3]2+, un cromofor care poate fi oxidat la derivatul feric [Fe(o-phen)3]3+. Potențialul acestui proces redox este +1,06 volți în 1 M H2SO4. Feroina este utilizată și în cunoscuta reacție Belousov-Zhabotinsky.

## Obținere
Sulfatul de feroină se obține în urma reacției dintre 1,10-fenantrolină și sulfat feros în soluție:
3 phen + Fe2+ → [Fe(phen)3]2+